# Cuenta larga

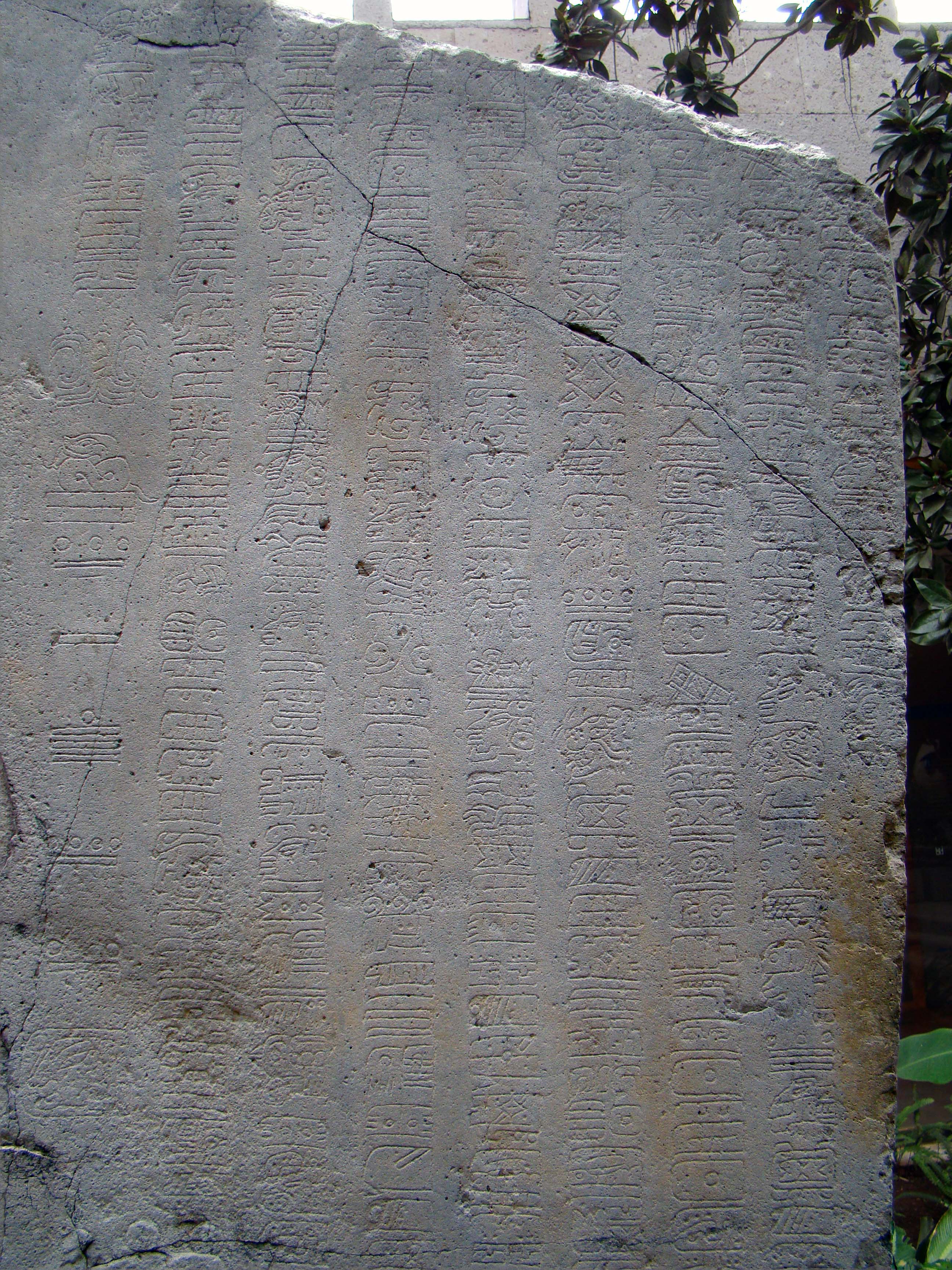
Detalle que muestra tres columnas de glifos del siglo II d. C. La columna de la izquierda representa la fecha en cuenta larga 8.5.16.9.7 (leyendo de arriba hacia abajo), correspondiente al jueves, 11 de julio del año 156 d. C. Estela 1 de La Mojarra, (Veracruz), Preclásico tardío.

Cuenta larga es la denominación de un calendario vigesimal mesoamericano no repetitivo, empleado por varias culturas de Mesoamérica a partir del período Preclásico Tardío. Es vigesimal porque se basa en los 20 días del ciclo más corto, el Vinal o Uinal, 18 de los cuales forman el ciclo Tun. La base vigesimal también se refiere a los 20 tunes que forman el ciclo Katun (19,7 años), y a los 20 katunes forman el ciclo Baktun (394,25 años), y el Baktun es la 13.ª parte de la Cuenta larga.
Es especialmente conocido por los registros mayas que emplearon este sistema. Su difusión en la región maya ha ocasionado que sea conocido erróneamente como calendario de cuenta larga maya, aunque otros grupos mesoamericanos lo usaron. Empleando una cuenta vigesimal modificada, este sistema de registro calendárico identifica los días ocurridos desde la fecha correspondiente al 11 de agosto de 3114 a. C. en el calendario gregoriano.
En tanto que la cuenta larga no repite nunca ninguno de los días —a diferencia del calendario de 365 días de uso común en toda Mesoamérica, que se repetía cada 52 años—, fue empleado para registrar sucesos importantes en la vida política de varias ciudades, especialmente en el sureste de Mesoamérica.

## Difusión de la cuenta larga en Mesoamérica
Estas inscripciones indican que el calendario de cuenta larga llegó a su forma refinada por lo menos en el primer siglo antes de la era cristiana. La aparición de estas inscripciones en piezas arqueológicas pertenecientes a culturas distintas de la maya han hecho pensar a algunos autores que la invención de la cuenta larga no es original de los pueblos mayas.

| Fechas más antiguas en el sistema de cuenta larga |                            |                      |                             |                         |
| Yacimiento arqueológico                           | Localización               | Inscripción          | Fecha                       | Numeral en cuenta larga |
| Chiapa de Corzo                                   | Centro de Chiapas (México) | Estela 2             | 10 de diciembre de 36 a. C. | 7.16.3.2.13             |
| Tres Zapotes                                      | Veracruz (México)          | Estela C             | 3 de septiembre de 32 a. C. | 7.16.6.16.18            |
| El Baúl (sitio arqueológico)                      | Escuintla (Guatemala)      | Estela 1             | 6 de marzo de 37 d. C.      | 7.19.15.7.12            |
| Takalik Abaj                                      | Retalhuleu (Guatemala)     | Estela 5             | 20 de mayo de 103 d. C.     | 8.3.2.10.15             |
| Takalik Abaj                                      | Retalhuleu (Guatemala)     | Estela 5             | 6 de junio de 126 d. C.     | 8.4.5.17.11             |
| La Mojarra                                        | Veracruz (México)          | Estela 1             | 22 de mayo de 143 d. C.     | 8.5.3.3.5               |
| La Mojarra                                        | Veracruz (México)          | Estela 1             | 11 de julio de 156 d. C.    | 8.5.16.9.7              |
| Sierra de los Tuxtlas                             | Veracruz (México)          | Estatuilla de Tuxtla | 15 de marzo de 162 d. C.    | 8.6.2.4.17              |

De los seis yacimientos mencionados en la tabla, tres se encuentran en el límite occidental del área de los pueblos mayas, y el resto —entre ellas una de las más antiguas— a cientos de kilómetros del área maya. Esta distribución geográfica de las inscripciones en cuentas larga refuerzan la hipótesis según la cual este calendario fue desarrollado antes de la aparición de la civilización maya. La Estela 1 de La Mojarra, la Estatuilla de Tuxtla, la Estela C de Tres Zapotes y la Estela 2 de Chiapa de Corzo se encuentran escritas en epi-olmeca, un sistema de registro distinto —aunque con bastantes semejanzas— al empleado por los mayas del Clásico. Por otra parte, la Estela 2 de El Baúl fue creada de acuerdo con la escritura izapaneca. La más antigua de las inscripciones en cuenta larga inequívocamente mayas es la Estela 29 de Tikal (Guatemala), fechada en el 292 d. C. (8.12.14.8.15), más de 300 años después de la Estela 2 de Chiapa de Corzo.

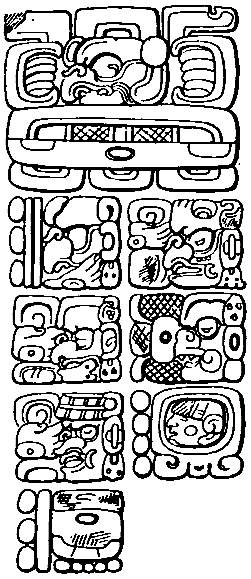
Cara este de la estela C en Quiriguá con el mítico dato de la creación en 13 (0) baktún, 0 katún, 0 tun, 0 uinal, 0 kin, 4 Ahau y 8 Cumku correspondiente al 11 de agosto de 3114 a. C. del calendario gregoriano.

## Períodos de la cuenta larga
El calendario mesoamerican de cuenta larga identifica las fechas contando los días a partir del 11 de agosto de 3114 a. C. El conteo se realiza de acuerdo con el sistema vigesimal de numeración que se empleó en Mesoamérica durante la época precolombina. Las fechas eran representadas en forma de columnas que se leían de abajo hacia arriba en un sistema posicional que se valía del cero para poder representar cantidades excepcionalmente grandes. En los textos especializados, las fechas en cuenta larga aparecen traducidas en números arábigos, separando cada categoría de agrupamiento de unidades cronológicas con puntos.
Tómese en consideración el siguiente ejemplo. De acuerdo con el sistema posicional de base veinte empleado en el sureste de Mesoamérica durante el Clásico, el veinticinco se representa de la siguiente manera en números arábigos: 

0.0.0.1.5

El cinco ocupa el lugar de las unidades y el uno los grupos de veinte unidades, del mismo modo que en el sistema decimal de numeración, cada número a la izquierda multiplica por diez su valor. Los pueblos que emplearon la cuenta larga solo poseían tres símbolos para representar todos sus números: un punto representaba la unidad, la barra representaba cinco unidades y además disponían del cero, que se representaba como una concha estilizada. De esta suerte, el 25 era representado con una barra en la posición inferior de la columna y un punto ocupando la casilla siguiente.
A pesar de emplear un sistema vigesimal de numeración para el cómputo, el empleo de este sistema no es consistente en la conformación de los períodos en los que se contaban los días en este sistema. El período más simple era de veinte días, pero el siguiente período estaba compuesto por dieciocho unidades de veinte días cada uno, lo que da un total de 360 días —número equivalente a la suma de las dieciocho veintenas en el calendario solar mesoamericano—. Por lo tanto, en este sistema el segundo numeral solo podía ser diecisiete, el decimoctavo período de veinte días era representado con una unidad en la tercera casilla de la columna. 
Por ejemplo:

0.0.1.0.0

representa 360 días y no los cuatrocientos que corresponderían si el sistema de cuenta larga fuera consistentemente vigesimal, donde la tercera casilla representaría 20² y no 20(18).
Los mayas, quienes produjeron numerosas inscripciones en el sistema de cuenta larga, llamaban a los días kin. Los períodos de veinte días recibían el nombre de uinal; dieciocho uinal eran equivalentes a un tun. Veinte tun conformaban un katún y, a su vez, veinte katunes conformaban un baktún. Rara vez, los mayas emplearon otras unidades de cómputo calendárico mayores que el baktún. En orden ascendente, los mayas empleaban las unidades conocidas como piktún, kalabtún, kinchiltún, y alautún.
La tabla siguiente representa las equivalencias de los períodos de acuerdo y los nombres que se conocen para ellos, en el idioma maya.

| Unidades de cómputo de la cuenta larga |         |              |
| Nombre maya                            | Días    | Equivalencia |
| kin                                    | 1       | —            |
| uinal                                  | 20      | 20 kin       |
| tun                                    | 360     | 18 uinal     |
| katún                                  | 7.200   | 20 tun       |
| baktún                                 | 144.000 | 20 katún     |

La Cuenta Larga expresa la quinta parte de un círculo, el ciclo maya completo de 5 Cuentas largas. La estructura de la Cuenta larga consiste en varias capas cíclicas de diferente número de ciclos de cierto número de kines o días que es divisor exacto del periodo de la cuenta larga. La capa de Baktunes la estructura en 13 ciclos. Cada baktun consta de 20 ciclos Katun, y cada Katun de 20 ciclos Tun, y cada Tun de 18 ciclos Uinal, y cada Uinal en 20 kines o días, la unidad mínima de tiempo. Así, multiplicando 20*18*20*20*13 kines resultan 1.872.000 kines o días del ciclo de Cuenta Larga. Como años solares son 5.215,36 que es una cifra inexacta, pero podemos expresarlo con una cifra exacta usando el ciclo Tun de 360 días, y de hecho 1.872.000 kines son 5.200 periodos de 360 días, es decir 5.200 tunes. Así, la Cuenta larga equivale a 5.200 tunes, aunque también se puede medir con los demás ciclos. El ciclo Baktun consta de 144.000 días, de modo que la Cuenta larga es 13 periodos de 144.000 días o 13 baktunes. También contiene una capa cíclica compuesta por el ciclo llamado Ahau, de 93.600 días, de manera que consta de 20 ahaus. Así mismo el ciclo Tzolkin de 260 días define a la Cuenta larga como 7.200 tzolkines.

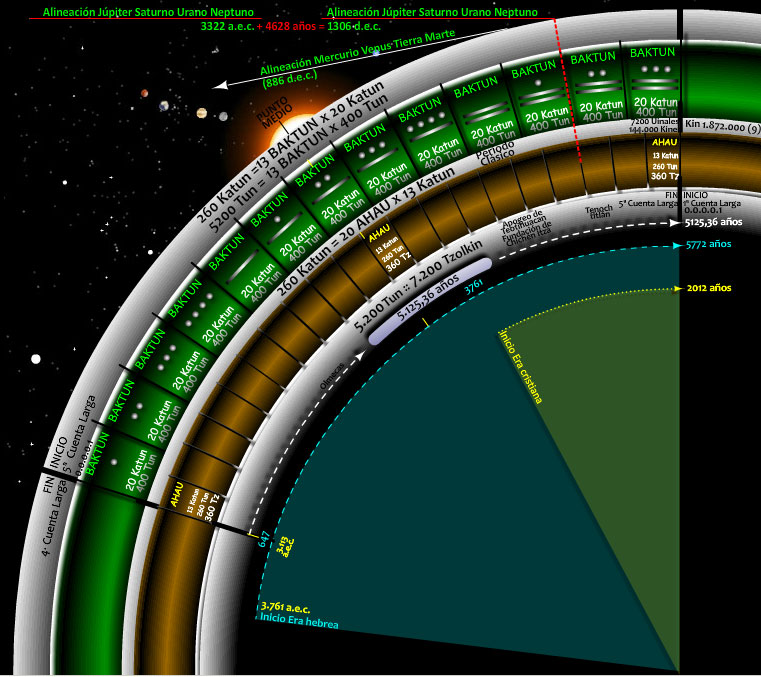
La Cuenta larga es la quinta parte del Ciclo maya.

Así, la Cuenta larga es expresable como:
- 93.600 uinales
- 7.200 tzolkines
- 5.200 tunes
- 260 katunes
- 20 ahaus
- 13 baktunes

Después del 21 de diciembre de 2012 se reinició el Ciclo Maya con la primera Cuenta larga. Así, la anterior fue la última o quinta del anterior ciclo maya y comenzó 647 años después que la era hebrea, es decir que la era hebrea comenzó a finales de la 4ª Cuenta larga del anterior Ciclo maya. La era cristiana (que comenzó en el año 3761 de la era hebrea), comenzó en el Baktun 7 de la 5ª Cuenta larga del anterior Ciclo Maya.

## Períodos poco usuales en la cuenta larga
En el sistema de cuenta larga empleado por los mayas existieron ciertos períodos de duración superior al baktún, los cuales aparecen en muy pocas ocasiones en inscripciones conmemorativas de la historia de ese pueblo. Se trata del pictún, el kalabtún, el kinchiltún y el alautún. Un problema para conocer el modo en que se articulaban los mayores períodos en la cuenta larga es que se desconoce si el primer pictún comenzaba con la conclusión de 13 o 20 baktunes.
Varios monumentos mayas muestran el empleo de estos períodos mayores de cómputo calendárico. La inscripción de la Estela F de Quiriguá muestra la fecha 9.16.10.0.0, 1 ahau, 3 zip (15 de marzo del 761 en el calendario gregoriano). Al sustraer esta fecha de la inscripción completa 1.8.13.0.9.16.10.0.0 se obtiene 1.8.13.0.0.0.0.0.0.0 1 ahau, 13 yaxkín, que corresponde a 91 millones 683 mil 930 años en el pasado. Otro de los monumentos de Quiriguá, la llamada Estela D proporciona la fecha 9.16.15.0.0, 7 ahau, 18 pop (17 de febrero de 766 en el calendario gregoriano), a la que se añade 6.8.13.0.9.16.15.0.0 para dar 6.8.13.0.0.0.0.0.0.0. La fecha en la inscripción corresponde a un día ocurrido más de 400 millones de años antes de la erección del monumento conmemorativo.

## Correlaciones entre el calendario gregoriano y la cuenta larga mesoamericana
Existen varios métodos empleados comúnmente con el propósito de facilitar la conversión de fechas en el sistema de cuenta larga al calendario gregoriano. Estos métodos o correlaciones suelen basarse en la fecha de la conquista española de Mesoamérica, tiempo en el que coincidentalmente se tenía cierta seguridad en las fechas en ambos sistemas calendáricos. 
La manera más común de establecer la correlación entre el calendario gregoriano y el calendario de Cuenta Larga consiste en ubicar el número de días transcurridos desde el inicio de la fecha juliana (1 de enero de 4713 a. C.) y el día inicial de la creación de acuerdo con el sistema de cuenta larga, correspondiente a 0.0.0.0.0 4 ahau, 8 cumkú. Aunque se han propuesto varias correlaciones, la que cuenta con mayor aceptación es la llamada Goodman, Martínez, Thompson (GMT). La correlación GMT establece que el día 0.0.0.0.0 4 ahau, 8 cumkú, corresponde a una fecha en el cuarto milenio antes de la era cristiana, el día 6 de septiembre de 3114 a. C. en el calendario juliano, que en el calendario gregoriano corresponde al 11 de agosto de 3114 a. C., número de día juliano (NDJ) 584,283 —número de días desde el inicio del período juliano—. Esta correlación está apoyada por la evidencia astronómica, etnográfica, fechamientos por radiocarbono y por materiales históricos. Sin embargo, se han propuesto otras correlaciones, la mayoría de las cuales tienen únicamente interés histórico. La excepción es la correlación de Floyd Lounsbury, que ubica el inicio de la Cuenta Larga dos días antes que la correlación GMT; esta se mantiene vigente en varios textos sobre la cultura maya. 
| Calendario gregoriano           | Cuenta larga | Traducción                                                         |
| ------------------------------- | ------------ | ------------------------------------------------------------------ |
| 26 de julio de 2025 (12:30 UTC) | \| · \|      | 13 Baktun 0 Katun 12 Tun 14 Uinal 0 Kin 2 Ahau 18 Xul G1 Bolontikú |
| ·                               |              |                                                                    |

## Cálculo de fechas en Cuenta Larga

Numerales empleados en las inscripciones en Cuenta Larga.

### Numerales mesoamericanos
Las fechas en cuenta larga se escriben con numerales desarrollados por los mesoamericanos precolombinos. Los pueblos de Mesoamérica desarrollaron varios sistemas de escritura y de notación numérica. Entre ellos se encuentran el sistema de puntos empleado por los mixtecos; el sistema de los pueblos nahuas, que contaba con distintos signos para múltiplos y submúltiplos de veinte y el sistema de barras y puntos empleado por varios pueblos del sur y sureste de Mesoamérica. En el área oaxaqueña, en los sistemas de escritura zapoteco y ñuiñe se empleaban barras y puntos para la representación de las cifras; sin embargo, desconocían el cero que era empleado en el área nuclear olmeca desde las postrimerías del Preclásico Tardío, y, posteriormente, en el área maya. En los sistemas de numeración que corresponden a las inscripciones en Cuenta Larga, el punto representa la unidad, el cinco es representado por la barra, y el cero por una concha estilizada. El sistema combina principios posicionales y aditivos: para representar los números del dos al cuatro era necesario acumular tantos puntos como el número lo requiriese; el cinco convertía los puntos en barras, pero el seis requería añadir un punto sobre la barra que representaba el cinco. El principio posicional implicaba el conocimiento del cero, de modo que las cifras inscritas en las casillas subsecuentes de acuerdo con el sentido de la lectura —hacia abajo sobre una misma columna en el sistema epi-olmeca y hacia abajo, saltando de una columna a otra en el sistema maya— representaban múltiplos de veinte.

### Sintaxis
Las fechas en Cuenta Larga se escriben verticalmente, y la posición más alta la ocupa el período más amplio —el baktún de los mayas—, y los períodos menores se ubican sucesivamente en las casillas siguientes hasta llegar a la unidad del cómputo —los días o kin de los mayas—. Tómese como ejemplo el caso de la inscripción de la Estela C de Tres Zapotes, donde se lee la fecha 7.16.6.16.18. 
De acuerdo con el cálculo, la fecha inscrita en la Estela C de Tres Zapotes corresponde a un día que dista 1 millón 125 mil 698 jornadas desde 0.0.0.0.0 —la fecha del inicio del primer baktún y, por tanto, la fecha inicial del sistema de Cuenta Larga—. Teniendo en cuenta que 0.0.0.0.0, fecha de la creación del mundo y asiento del primer baktún, es correspondiente al 11 de agosto de 3114 a. C., al sumar a esa fecha los días astronómicos trascurridos se obtiene que el día 7.16.6.16.18 inscrito en la estela de Tres Zapotes corresponde al 1º de septiembre de 32 a. C. en el calendario gregoriano.
| Estela C de Tres Zapotes |                 |              |
| Numeral                  | Días por unidad | Días totales |
| 7                        | 144.000         | 1.008.000    |
| 16                       | 7.200           | 115.200      |
| 6                        | 360             | 2.160        |
| 16                       | 20              | 320          |
| 18                       | 1               | 18           |
|                          | Días totales    | 1.125.698    |

En las estelas mayas, la sintaxis de las fechas en Cuenta Larga es más compleja. La secuencia comienza con el glifo introductor de la serie inicial (GISI o ISIG, en inglés). Este glifo representa a la divinidad patrona de alguna de las dieciocho veintenas del haab, conocidos como tzik ah haab' . A continuación aparecen los cinco dígitos de la cuenta larga acompañados por el glifo que identifica cada período de cómputo en el sistema. La serie concluye con la presentación del día correspondiente en la rueda calendárica —fecha compuesta por el día del tzolkin enlazado al día del haab— La fecha de la rueda calendárica que aparece a continuación de la serie de Cuenta Larga en las estelas mayas servía para identificar el año vago en el que habían acontecido los sucesos descritos en la inscripción.
Entre las fechas del tzolkín y el haab se representa en algunas ocasiones una serie de glifos que dan alguna información adicional, casi siempre relacionada con la edad de la luna en el día y el cálculo de los días transcurridos en la lunación en que aconteció la fecha registrada. La Estela C de Quiriguá (Guatemala), donde se narra la creación del mundo de acuerdo con la cosmogonía maya, contiene la siguiente información. Encabezando la serie aparece el GISI correspondiente al patrón de la veintena cumkú en el haab. Y en seguida: 

13 baktunes, 0 katunes, 0 tunes, 0 uinales, 0 kines, 4 ahau, 8 cumkú. Se manifestó la imagen, se colocaron las tres piedras. Plantaron la piedra el dios Remero Jaguar y el dios Remero Espina de Mantarraya. Esto ocurrió en el primer-cinco-cielo: la piedra del trono de jaguar, plantó la piedra el dios Negro-Primer Rojo. Esto ocurrió en el lugar de la Tierra, la piedra del trono de serpiente y entonces ocurrió que puso la primera piedra el dios Na Itzamhi, la piedra del trono del lirio acuático. Esto ocurrió en el cielo acostado, el primer lugar de las tres piedras. Se completaron 13 baktunes. Esa fue su acción, Señor del Cielo Elevado.

Aquí unos ejemplos de fechas en la notación de la Cuenta Larga:
| Fecha                                     | Calendario gregoriano     | Calendario maya en cuenta larga | Número arábigo | Tzolkin | Haab     |
| ----------------------------------------- | ------------------------- | ------------------------------- | -------------- | ------- | -------- |
| Primer día del 1° Baktun                  | 11 de agosto de 3114 a. C |                                 | 0.0.0.0.0      | 4 Ahau  | 8 Cumkú  |
| Último día del 12° Baktun                 | 20 de diciembre de 2012   |                                 | 12.19.19.17.19 | 3 Cauac | 2 Kankin |
| Primer día del nuevo ciclo, el 13° Baktun | 21 de diciembre de 2012   |                                 | 13.0.0.0.0     | 4 Ahau  | 3 Kankin |
| El día de hoy                             | 26 de julio de 2025       |                                 | 13.0.12.14.0   |         |          |

## Otros calendarios mesoamericanos

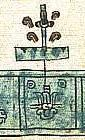
Glifo que identifica la realización del Fuego Nuevo en el Códice Mendocino.

Entre otros calendarios prehispánicos de Mesoamérica, los dos más empleados fueron el calendario solar de 365 días (pije para los zapotecos, haab para los mayas, xiuhpohualli para los mexicas) y el calendario ritual de 260 días (tzolkin para los mayas, tonalpohualli para los mexicas). Estos calendarios identificaban a los días con un conjunto de signos y numerales, siguiendo patrones distintos. El calendario solar constaba de dieciocho veintenas, cada una identificada por un nombre propio, de modo similar a los meses en el calendario gregoriano. Los días de cada veintena eran nombrados con numerales del uno al veinte. Al final se añadían cinco días (los nemontemi de los mexicas) para completar el ciclo solar de 365 jornadas. El calendario de 260 días poseía veinte glifos que se combinaban con 13 numerales de manera no consecutiva; por ejemplo, en el sistema mixteco precolombino una serie de este calendario de 260 días corresponde a 10 serpiente, 11 muerte y 12 venado. La coincidencia del inicio de ambos calendarios no podía ocurrir sino después de 52 años solares, lo que era motivo de expectación entre los mesoamericanos precolombinos. Los mexicas, por ejemplo, celebraban la ceremonia del Fuego Nuevo después del paso de Yohualtecuhtli (Aldebarán) y las Pléyades por el cenit en esa fecha, lo que indicaba que ese año el mundo no sería destruido. El sistema combinado del cómputo de los años solares y los años rituales de 260 días —que de acuerdo con las indagaciones de algunos especialistas corresponde con el ciclo sinódico de Venus— es conocido como rueda calendárica o cuenta corta. El sistema de la rueda calendárica era empleado por todos los pueblos precolombinos mesoamericanos en el momento del contacto entre ellos y los europeos. Para esa época, la Cuenta Larga llevaba mucho tiempo de haber sido abandonada en el área maya.

## El año 2012 y el calendario de la cuenta larga
De acuerdo a la interpretación de algunos artistas y teóricos de la Nueva Era (como José Argüelles, John Major Jenkins y Daniel Pinchbeck) uno de los mitos cosmogónicos que sobrevivieron a la conquista europea fue la creencia de que el mundo había sido creado y destruido en varias ocasiones y que el mundo, tal como lo conocían, correría la misma suerte. En algunas inscripciones calendáricas en el sistema de cuenta larga, encontradas en antiguas ciudades mayas como las correspondientes a los mencionados monumentos de Quiriguá y Cobá, la fecha de la conclusión de la presente era cosmogónica —supuestamente desde el punto de vista de las religiones mesoamericanas— correspondería al último día del baktún decimotercero, es decir, a la fecha 12.19.19.17.19 (20 de diciembre de 2012).
A pesar de la publicidad generada por esta fecha de 2012, Susan Milbrath, curadora del Museo de Historia Natural de Florida, aclaró que "nosotros, la comunidad arqueológica, no tenemos registros o conocimientos de que los mayas creyesen que el mundo se terminaría en el 2012"
"Para los antiguos mayas, era una gran celebración el fin de un ciclo completo", dice Sandra Noble, directora ejecutiva de la Fundación para el Avance de los Estudios Mesoamericanos (Foundation for the Advancement of Mesoamerican Studies, Inc.) , en Crystal River, Florida. Presentar el 21 de diciembre de 2012 como el día final o momento de cambio cósmico, dice, es "un invento total y una gran oportunidad para mucha gente de obtener dinero."
"Creo que los libros populares... sobre lo que los mayas dicen que sucederá están fabricados en la base de muy poca evidencia", dijo Anthony Aveni, profesor de estudios de nativos americanos, antropología y astronomía de la Universidad de Colgate.
Debido a la gran cantidad de consultas recibidas en la NASA sobre el tema, dicha institución publicó un artículo donde se responde a las preguntas más frecuentes sobre la relación entre el 2012 y el supuesto "fin del mundo".